# Constantin Paraschivescu-Bălăceanu

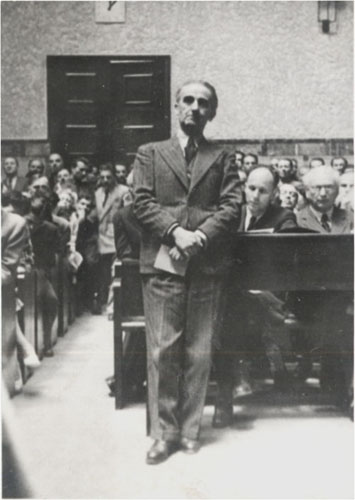
Constantin Paraschivescu-Bălăceanu, avocatul mareșalului Ion Antonescu în timpul procesului său din 1946

Constantin Paraschivescu-Bălăceanu (n. 27 februarie 1893, Râmnicu Sărat - 1 iunie 1979, București) a fost jurist, avocat și profesor universitar. A rămas celebru pentru cariera și activitatea sa, în particular pentru faptul că a fost avocatul apărării în procesul mareșalului Ion Antonescu, precum și apărător din oficiu pentru Iuliu Maniu în ”procesul Iuliu Maniu”, dintre care primul a fost condamnat la moarte, iar al doilea la închisoare pe viață.

## Biografie
Constantin Paraschivescu-Bălăceanu s-a născut în anul 1893 în municipiul Râmnicu Sărat ca fiu al unui comerciant. Cursurile liceale le-a urmat la Buzău între anii 1909-1912 la actualul Colegiu Național Bogdan Petriceicu Hasdeu. După terminarea liceului s-a înscris la Facultatea de Drept din cadrul Universității din București pe care a absolvit-o în 1915, dar s-a înscris și la Conservatorul de Artă Dramatică. În anul 1920 a obținut un doctorat în drept în Franța, la Paris. A lucrat pe perioada studiilor ca muncitor necalificat, a oferit meditații și a cântat în coruri pentru a-și putea achita taxele școlare.
Spre sfârșitul perioadei interbelice a activat ca avocat la barourile Tutova și Ilfov. Cele mai importante procese din cariera sa au fost reprezentate de procesul U.T.C din 1942 în care a apărat mai mulți militanți de stânga și procesul mareșalului Ion Antonescu din 1946. În acest proces, Paraschivescu-Bălăceanu a fost reprezentant al apărării mareșalului, alături de Titus Stoica. 
După alegerile din 1946 a devenit deputat până în 1948. În anul 1947 a fost membru fondator al Institutului de Cercetări Româno-Sovietice și a devenit apoi decan al Baroului București. Între anii 1955-1968 a fost președinte al Colegiului avocaților din România, iar în paralel a fost deputat în Marea Adunare Națională (1957-1961) și președinte al comisiei juridice. De asemenea, a activat ca profesor la Facultatea de Drept din cadrul Universității din București și a fost decorat de-a lungul timpului cu numeroase ordine și medalii.
În anul 1960, Constantin Paraschivescu-Bălăceanu și Octavian Moșescu au venit cu inițiativa înființării unui muzeu raional la Râmnicu Sărat. Așa apare actualul Muzeu Municipal „Octavian Moșescu” din Râmnicu Sărat.
Constantin Paraschivescu-Bălăceanu a decedat pe data de 1 iunie 1979.

## Distincții
- Ordinul „23 August” clasa I (17 martie 1973) „pentru activitate îndelungată și merite deosebite în opera de construire a socialismului, cu prilejul împlinirii vîrstei de 80 de ani”[2]

## Legături externe
Materiale media legate de Constantin Paraschivescu-Bălăceanu la Wikimedia Commons